# NGC 5010
NGC 5010 (другие обозначения — MCG −3-34-15, 2SZ 8, IRAS13097-1531, PGC 45868) — линзообразная галактика (тип S0-a) в созвездии Девы.
Галактика относится к классу ярких инфракрасных галактик.
Звездообразование завершено. Основной звездный состав: старые звезды-гиганты, а также ещё не проэволюционировавшие тусклые красные карлики. Быстроживущие яркие голубые гиганты отсутствуют.
Первооткрыватель галактики Джон Гершель, впервые наблюдавший этот объект 9 мая 1831 года.
Галактика NGC 5010 присутствует в оригинальной редакции «Нового общего каталога».